# William Byrne
William Draper Byrne (ur. 26 września 1964 w Waszyngtonie) – amerykański duchowny katolicki, biskup Springfield w Massachusetts od 2020.

## Życiorys

### Prezbiterat
Święcenia kapłańskie otrzymał 25 czerwca 1994 i został inkardynowany do archidiecezji waszyngtońskiej. Pracował głównie jako duszpasterz parafialny. W latach 2009–2017 był duszpasterzem centrum studenckiego przy University of Maryland.

### Episkopat
14 października 2020 papież Franciszek mianował go ordynariuszem diecezji Springfield w Massachusetts. Sakry biskupiej udzielił mu 14 grudnia 2020 kardynał Seán O’Malley – arcybiskup Bostonu.